# 2719 Suzhou
2719 Suzhou је астероид главног астероидног појаса са средњом удаљеношћу од Сунца која износи 2,187 астрономских јединица (АЈ).
Апсолутна магнитуда астероида је 13,5.